# Glattnasenartige
|  | Dieser Artikel wurde aufgrund von formalen oder inhaltlichen Mängeln in der Qualitätssicherung Biologie zur Verbesserung eingetragen. Dies geschieht, um die Qualität der Biologie-Artikel auf ein akzeptables Niveau zu bringen. Bitte hilf mit, diesen Artikel zu verbessern! Artikel, die nicht signifikant verbessert werden, können gegebenenfalls gelöscht werden. Lies dazu auch die näheren Informationen in den Mindestanforderungen an Biologie-Artikel. |

Die Glattnasenartigen (Vespertilionoidea) sind zusammen mit den Hasenmaulartigen (Noctilionoidea) und den Emballonuroidea eine Untergliederung der Yangochiroptera, einer Unterordnung der Fledertiere (Chiroptera).
Der Überfamilie Glattnasenartige werden fünf Familien zugeordnet:
- Haarfledermäuse (Cistugidae)
- Langflügelfledermäuse (Miniopteridae)
- Bulldoggfledermäuse (Molossidae)
- Trichterohren (Natalidae)
- Glattnasen (Vespertilionidae)